# ウェストチェスター (ペンシルベニア州)
ウェストチェスター（英: West Chester）は、アメリカ合衆国ペンシルベニア州の町（ボロ）。チェスター郡の郡庁所在地である。人口は1万8671人（2020年）。フィラデルフィアの西40キロメートルに位置している。
ペンシルベニア州立大学ウェストチェスター校がボロ内にある。バレーフォージ、ブランディワイン戦場跡、マーシュクリーク州立公園など歴史的な観光地が近くにあり、他にもロングウッド庭園、ブランディワイン川博物館、クリスチャン・C・サンダーソン博物館がある。

## 歴史
ウェストチェスターとなった地域は当初タークスヘッドと呼ばれていた。これは現在の町の中心にあった宿屋の名前から採られていた。ウェストチェスターは1786年からチェスター郡政府の所在地であり、ボロとしては1799年に法人化された。町の中心に郡庁舎があり、1840年代に、ワシントンD.C.のアメリカ合衆国議会議事堂を設計した建築家の1人、トマス・U・ウォルターが設計した古典復古調建築である。18世紀は時計作りの中心地だった。19世紀後半、フープス・ブラザーズ・アンド・ダーリントン社が最初は荷車、後に自動車の主要メーカーになった。20世紀初期、重要な産業はシャープルズのクリーム分離機製造社だった。20世紀後半、家庭用パソコン開発社の1つコモドール・インターナショナルが本社を置き、ボロの北東約1マイル (1.6 km) にあった。
ウェストチェスター中心街歴史地区が1985年にアメリカ合衆国国家歴史登録財に指定された。その他指定されている建物としては、チェスター郡銀行、バックウォルター・ビル、バトラー邸、チェスター郡庁舎、ウィリアム・エバハート・ビル、ファーマーズ・アンド・メカニクス・ビル、ウェストチェスター第一長老派教会、ニューセンチュリー・クラブハウス、ジョセフ・ロスロック邸、シャープルズ屋敷、シャープルズ分離機工場、ワーナー劇場、ウェストチェスター男子寄宿学校があり、またウェストチェスター州立カレッジ中庭歴史地区の建物群もある。

## 地理
ウェストチェスターの北、南、東にウェストゴーシェン・タウンシップが接し、西はイーストブラッドフォード・タウンシップが接している。ブランディワイン・クリークとチェスター・クリークの流域に跨っている。フィラデルフィア市からは西に25マイル (40 km)、デラウェア州ウィルミントン市からは北に17マイル (27 km) に位置している。
アメリカ合衆国国勢調査局に拠れば、領域全面積は1.8平方マイル (5 km2)であり、全て陸地である。

### 気候
アパラチア山脈より東にあるペンシルベニア州東部の大半の地域と同様に、ウェストチェスターは湿潤大陸性気候（ケッペンの気候区分 "Dfa" と、温暖湿潤気候（同 "Cfa"）の境目にあり、概して温帯よりも大陸性に近い。夏は暑く湿気ており、冬は寒いが変化が大きい。日中の平均最高温度は39.0 °F (3.9 ℃) から85.4 °F (29.7 ℃)まで変化し、平均最低気温は22.2 °F (−5.4 ℃) から64.4 °F (18.0 ℃) まで変化する。過去最高気温は105 °F (41 ℃)、過去最低気温は-16 °F (−27 ℃) だった。
年間総降水量は平均で46.7インチ (1,190 mm)、平均降雪量27.7インチ (70 cm) である。
| ウェストチェスターの気候 | ウェストチェスターの気候 | ウェストチェスターの気候 | ウェストチェスターの気候 | ウェストチェスターの気候 | ウェストチェスターの気候 | ウェストチェスターの気候 | ウェストチェスターの気候 | ウェストチェスターの気候 | ウェストチェスターの気候 | ウェストチェスターの気候 | ウェストチェスターの気候 | ウェストチェスターの気候 | ウェストチェスターの気候 |
| 月                       | 1月                      | 2月                      | 3月                      | 4月                      | 5月                      | 6月                      | 7月                      | 8月                      | 9月                      | 10月                     | 11月                     | 12月                     | 年                       |
| ------------------------ | ------------------------ | ------------------------ | ------------------------ | ------------------------ | ------------------------ | ------------------------ | ------------------------ | ------------------------ | ------------------------ | ------------------------ | ------------------------ | ------------------------ | ------------------------ |
| 平均最高気温 °C （°F）   | 3.9 (39.0)               | 4.7 (40.5)               | 10.4 (50.8)              | 16.7 (62.1)              | 22.6 (72.7)              | 27.2 (80.9)              | 29.7 (85.4)              | 28.6 (83.5)              | 25.1 (77.1)              | 18.8 (65.9)              | 12.3 (54.1)              | 5.7 (42.2)               | 17.14 (62.85)            |
| 平均最低気温 °C （°F）   | −5.4 (22.2)              | −5.2 (22.6)              | −0.7 (30.8)              | 4.6 (40.2)               | 10.2 (50.3)              | 15.3 (59.5)              | 18 (64.4)                | 17.2 (62.9)              | 13.2 (55.7)              | 6.8 (44.3)               | 1.7 (35.0)               | −3.6 (25.5)              | 6.01 (42.78)             |
| 降水量 mm （inch）       | 89 (3.5)                 | 84 (3.3)                 | 97 (3.8)                 | 94 (3.7)                 | 100 (4)                  | 109 (4.3)                | 114 (4.5)                | 117 (4.6)                | 104 (4.1)                | 91 (3.6)                 | 91 (3.6)                 | 94 (3.7)                 | 1,184 (46.7)             |
| 降雪量 cm （inch）       | 18 (7)                   | 21.8 (8.6)               | 11.7 (4.6)               | 2.3 (0.9)                | 0 (0.0)                  | 0 (0.0)                  | 0 (0.0)                  | 0 (0.0)                  | 0 (0.0)                  | 0.3 (0.1)                | 3 (1.2)                  | 13.5 (5.3)               | 70.4 (27.7)              |
| 出典：Weatherbase        |                          |                          |                          |                          |                          |                          |                          |                          |                          |                          |                          |                          |                          |

## 人口動態

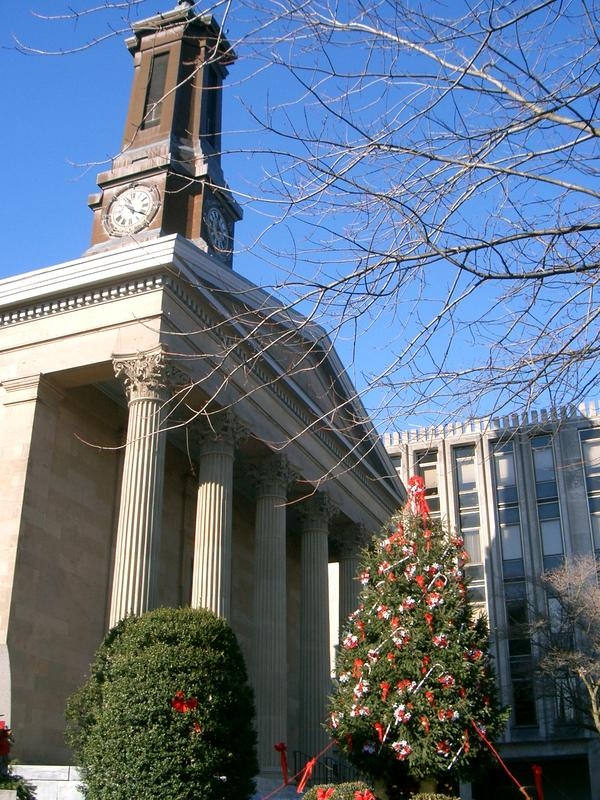
旧チェスター郡庁舎

2010年国勢調査時点での人種別人口構成は、白人72.1%、黒人12.1%、インディアン0.2%、アジア系1.4%、混血2.4%、ヒスパニック系13.4%となっていた。
以下は2000年国勢調査による人口統計データである。
| 基礎データ - 人口: 17,861 人 - 世帯数: 6,265 世帯 - 家族数: 2,662 家族 - 人口密度: 3,747.9人/km2（9,703.3 人/mi2） - 住居数: 6,541 軒 - 住居密度: 1,372.6軒/km2（3,553.5 軒/mi2） 人種別人口構成 - 白人: 75.44% - アフリカン・アメリカン: 17.08% - ネイティブ・アメリカン: 0.31% - アジア人: 1.46% - 太平洋諸島系: 0.07% - その他の人種: 3.64% - 混血: 2.00% - ヒスパニック・ラテン系: 8.94% 年齢別人口構成 - 18歳未満: 13.4% - 18-24歳: 37.7% - 25-44歳: 26.6% - 45-64歳: 13.3% - 65歳以上: 9.0% - 年齢の中央値: 25歳 - 性比（女性100人あたり男性の人口） - 総人口: 88.4 - 18歳以上: 85.7 | 世帯と家族（対世帯数） - 18歳未満の子供がいる: 19.1% - 結婚・同居している夫婦: 26.8% - 未婚・離婚・死別女性が世帯主: 12.1% - 非家族世帯: 57.5% - 単身世帯: 35.3% - 65歳以上の老人1人暮らし: 7.8% - 平均構成人数 - 世帯: 2.31人 - 家族: 2.95人 収入と家計 - 収入の中央値 - 世帯: 37,803米ドル - 家族: 51,018米ドル - 性別 - 男性: 35,540米ドル - 女性: 30,819米ドル - 人口1人あたり収入: 19,073米ドル - 貧困線以下 - 対人口: 21.4% - 対家族数: 9.8% - 18歳未満: 17.5% - 65歳以上: 9.2% |

## 経済
ウェストチェスターに本社を置く企業には以下のものがある。
- コモドール・ビジネス・マシーン (CBM)、コモドール・インターナショナルの運営本社（現在は閉鎖）
- コミュニケーションズ・テスト・デザイン, Inc. (CTDI)、通信装置のエンジニアリング、修繕、物流[18]
- マース・ドリンクス、フラビア・ビバレッジ・システムズのメーカー
- VWR インターナショナル、実験・科学機器用品配給
- シンセス、医療
- Economy.com, ムーディーズ・アナリティックスの一部

QVCがウェストゴーシェン・タウンシップのウェストチェスターに近い場所にその本社とテレビスタジオを置いている。以前はコモドール・インターナショナルが本社にしていたビルを使っている。エレクトロニクス・ブティックが独立した会社として存在したとき、ウェストゴーシェン・タウンシップのウェストチェスター近傍に本社を置いていた。
地域にある主要なショッピングセンターの中でもブラッドフォード・プラザは22エーカー (88,000 m2)の敷地に床面積161,000平方フィート (15,000 m2)のテナント空間を備えており、2014年にニューヨーク・ライフに3,570万ドルで買収された。

## 文化とメディア
ウェストチェスター公共図書館は1872年から地域住民に向けたサービスを提供して来た。現在は蔵書量50,000点、年間来館者110,000人という状況である。ウェストチェスター大学のキャンパスにあるフランシス・ハーベイ・グリーン図書館もさらに蔵書を抱えている。
「デイリー・ローカル・ニューズ」がウェストチェスターに本社を置く日刊紙であり、チェスター郡に関する記事を掲載している。「ザ・クァド」はウェストチェスター大学の学生新聞である。1932年に発刊され、大学のニュースだけでなく、地域や全国的なニュースを掲載している。ラジオ局 WCUR も学生が運営している。

## 著名な出身者
- サミュエル・バーバー、作曲家[30]
- ジム・フューリク、プロゴルファー
- カイル・ガルナー、俳優

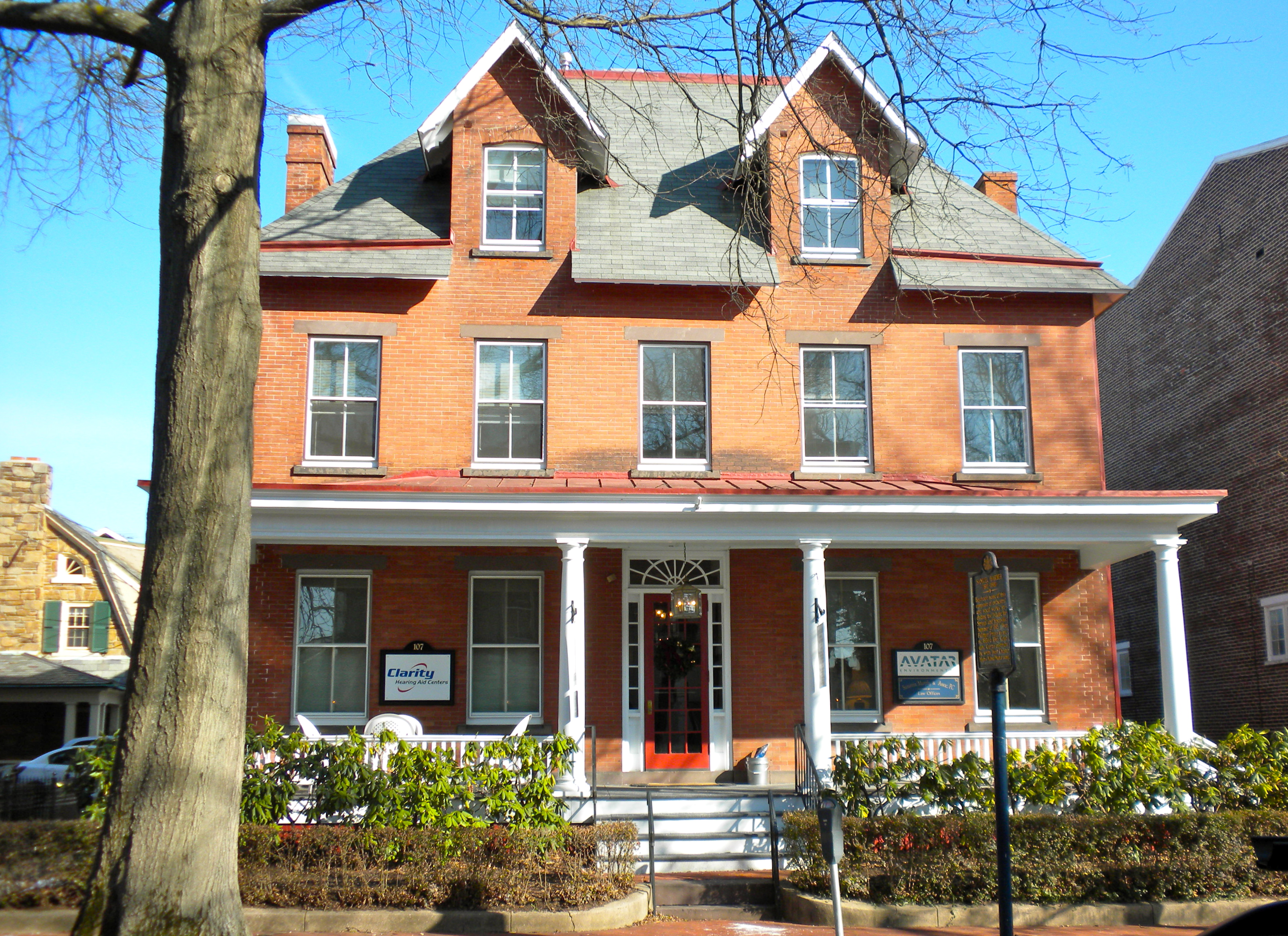
サミュエル・バーバーが少年時代を過ごした家

- フィリップ・ゴセリン、メジャーリーグベースボール選手、アリゾナ・ダイヤモンドバックス
- バム・マージェラ、スケートボーダー、俳優
- マティスヤフ、レゲエミュージシャン
- ジョン・マトラック、メジャーリーグベースボール選手、ニューヨーク・メッツ、テキサス・レンジャーズ
- チャーリー・マクダーモット、俳優[31]
- マシュー・マッグローリー、俳優
- グレアム・ロジャース、俳優
- マット・ショーブ、NFLアメリカンフットボール選手[32]
- カー・スミス、俳優
- ウルフ・トーン、アイルランドの革命家、アメリカ亡命時にウェストチェスターに住んだ[33]

## 交通
ウェストチェスターを通る東西方向の幹線道はウェストチェスター・パイクであり、フィラデルフィア市のすぐ外、デラウェア郡アッパーダービー・タウンシップに始まり、ペンシルベニア州道3号線の一部になっている。ウェストチェスター・パイクは元々フィラデルフィアとウェストチェスターの間を繋ぐ、1850年から1918年まで民間の有料道路として存在していたが、その後に公有道路となった。ウェストチェスターでは、州道3号線がマーケット通りの東向きとゲイ通りの西向きとなる。ウェストチェスターを通る南北方向の幹線道は、ハイ通りである。町の北ではポッツタウン・パイクと呼ばれ、エクストンで州道100号線と接続している。町の南は、ウィルミントン・ウェストチェスター・パイク（アメリカ国道202号線と同322号線）と呼ばれる。アメリカ国道202号線と同322号線のどちらも自動車専用道のウェストチェスター・バイパスで市内を迂回している。国道202号線は北東のキング・オブ・プルシアと南のデラウェア州ウィルミントンを結び、国道322号線は北西のダウニングタウンと南東のチェスターを結んでいる。国道322号線産業道路がウェストチェスターの中ではハンナム・アベニュー、チェスナット通り、マーケット通り、さらにサウスハイ通りを辿る。ウェストチェスターを通るその他の州道として、162号線、西のユニオンビルに向かう842号線、南西のケネットに向かう52号線がある。
ウェストチェスターにはウェストチェスター交通センターがあり、チェスター郡司法センターの駐車場およびバスターミナルとして機能する。南東ペンシルベニア交通局のバス路線がウェストチェスターを通っている。92番系統はウェストチェスターとイクストン・スクエア・モールとキング・オブ・プルシア・モールを繋ぎ、104番系統はペンシルベニア州立大学ウェストチェスター校とアッパーダービーの69番通り交通センターを、ウェストチェスター・パイクを使って結んでいる。104番系統は、1898年から1950年代までウェストチェスター・パイクを使ってウェストチェスターとフィラデルフィアを結んでいた路面電車の代替である。また、チェスター郡交通協会のSCCOOTは、ケネット・スクエアとオックスフォードまで運行され、クラプフのトランジット・ルートAはイクストン、ダウニングタウン、コーツビルまで運行されている。
1986年9月まで南東ペンシルベニア交通局の通勤線R3が走っており、当時はメディア/ウェストチェスター線と呼ばれていた。エルウィン駅から西の線路の状態が悪いために運行が中止された。当時交通局は修繕のために限られた予算しかなく、チェスター郡が線路を改良するか、パオリ/ソーンデール線のイクストン駅にある駐車スペースを拡張するかという選択肢を提示した。郡は駐車スペース拡大を選び、鉄道は現在のエルウィンを終着点とする現行方式に修正された。ウェストチェスターの町内にある線路は、保存鉄道であるウェストチェスター鉄道が利用している。

## 大衆文化の中のウェストチェスター
- MTVテレビの番組『ジャッカス』と後続の『ジャッカス・ザ・ムービー』の多くの場面がウェストチェスターとその周辺で撮影された。特にバム・マージェラとCKYクルーが出る場面である。スピンオフの『Viva La Bam』と『Bam's Unholy Union』、さらに映画『Haggard: The Movie』やCKYのビデオもほとんど全体がこの地域で撮影された。
- ドキュメンタリー映画『Our Lady Of Victory』後の『The Mighty Macs』は多くの場面がウェストチェスターで撮影された。
- ジェニファー・アニストンとオーウェン・ウィルソンが出演した2008年の映画『マーリー 世界一おバカな犬が教えてくれたこと』はウェストチェスターで撮影された[37]。

## 政府
ウェストチェスター・ボロは行政委員会形式の政府を採用している。ボロ首長が指導し、7つの小選挙区からそれぞれ1人が選ばれる委員7人で行政委員会を構成している。この委員会は警察署を除いて行政各部門を指導する。ボロ首長が警察署長を通じて警察署の行動を指示する。首長と委員会委員はボロ内の有権者によって直接選挙される。2010年1月、キャロリン・コミッタがボロの第58代首長に就任した。任期の切れた共和党員首長ディック・ヨーダーの跡を継ぎ、ウェストチェスターでは初の女性首長となり、また民主党員としては1992年以来となった。

## 教育
ウェストチェスター地域教育学区が地域の公共教育を管轄しており、その地区には高校3校（ヘンダーソン高校、ウェストチェスター東高校、ラスティン高校）、中学校3校、小学校10校が含まれている。ペンシルベニア州立大学ウェストチェスター校が町内にあり、商業と小売りの中心の南にある。